# 野外教育

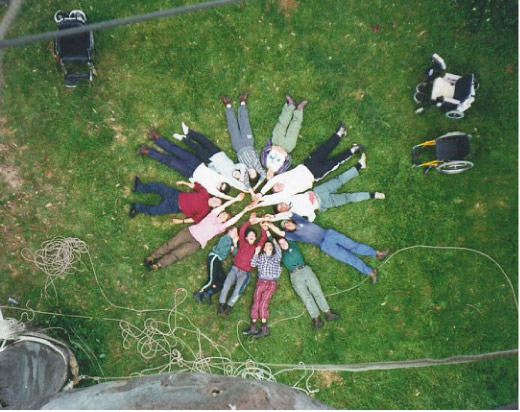
アウトワード・バウンドのグループが肢体不自由の子供とロープを使った遊びをしているところ。1996年

野外教育（やがいきょういく）は、自然の中で組織的、計画的に、一定の教育目標を持って行われる野外活動や自然体験活動を通して行う教育活動のことである。現在、NPOや民間の野外教育団体がたくさんある。また、全国の「少年自然の家」や「青年の家」といわれる国や地方自治体の青少年教育施設で野外教育を行っている。子供たちの「生きる力」を育むことが大きなテーマになっている。

## 歴史
アメリカで1940年頃から野外教育という用語が使われ始めた。野外教育の父といわれるL・B・シャープが生み出した"Outdoor Education"が語源と言われている。日本では、1960年代頃から、アメリカの野外教育が本や雑誌で紹介されていた。1996年に文部省（現文部科学省）に提出された「青少年の野外教育の充実について」をきっかけとして「野外教育」という言葉が頻繁に使われるようになった。その後、文部省は、1999年度から3年間にわたり、専門的能力を持った指導者を育成するため、「野外教育担当者セミナー」を実施した。
学校で行われる「集団宿泊学習」のほとんどは、広義では野外教育といってもよいだろう。「総合的な学習の時間」で野外教育が行われたり、最近ではプロジェクトアドベンチャーを体育の授業に取り入れられることもある。

## 野外教育の指導者
「自然学校」と呼ばれるさまざまな民間団体の専従職員、国立や公立の青年の家・少年自然の家の職員（国立の施設は2006年から国立青少年教育振興機構）、教育委員会の社会教育主事などが野外教育を仕事としている。また、アマチュアでもボランティア（有償も含む）の指導者がたくさんおり、どのような人でもボランティアの指導者になることができる。ただし、経験や技術、資格が必要な場合もある。
文部省（当時）は、1999年度から3年間にわたり、専門的能力を持った指導者を育成するため、「野外教育企画担当者セミナー」を実施した。このセミナーは、民間の自然学校の先駆者としてノウハウのある財団法人キープ協会及び国際自然大学校へ企画運営を委託し、全国各地で実践的に活躍中の指導者を講師陣に迎え、国立青年の家・少年自然の家を会場にして開催された。

## 体験学習法
さまざまな活動やコミュニケーション体験をたんに体験だけで終わらせるのではなく、体験した後にどのような体験をしたか? 気づいたことは何か? なぜそのようなことが起こったか? そこから何を学んだか? などについて考えていくことを通じて学習者の成長をはかる方法である。

## 専門学校や大学
「野外教育」を学ぶことのできる大学は複数ある。基本的に、体育学、教育学、心理学と関連した学部等に研究室として、野外教育を専門的に学ぶ環境が整備されている。最も古い研究室は、野外教育学会の事務局でもある筑波大学であり、その他にも、大阪体育大学・信州大学・日本体育大学・東京学芸大学・びわこ成蹊スポーツ大学などでも野外教育に関する研究室や授業が行われている。また、専門学校としては国際アウトドア専門学校がある。
近年は高等学校でも「野外教育」を取り入れており、中でも北海道札幌市に所在する札幌新陽高等学校は「アウトドア探究」という科目を設置し1年を通し「野外教育」の授業が行われている。